# شون فيليبس
شون فيليبس (بالإنجليزية: Shaun Phillips)‏ هو لاعب كرة قدم أمريكية أمريكي، ولد في 13 مايو 1981 في فيلادلفيا في الولايات المتحدة.

## وصلات خارجية
- شون فيليبس على موقع مرجع كرة القدم المحترفة.كوم (الإنجليزية)